# وشهردی (ناحیه خوموتوف)
وشهردی (به چکی: Všehrdy) یک منطقهٔ مسکونی در جمهوری چک است که در ناحیه خوموتوو واقع شده‌است. وشهردی ۳٫۸۶ کیلومتر مربع مساحت و ۱۳۴ نفر جمعیت دارد و ۲۸۲ متر بالاتر از سطح دریا واقع شده‌است.